# Škoda 35Tr
Škoda 35Tr – typ trolejbusu wytwarzanego przy współpracy zakładów Škoda Electric (wyposażenie elektryczne i montaż końcowy) i Iveco Bus (karoseria autobusu Iveco Urbanway 18M).

## Konstrukcja
35Tr to trzyosiowy, dwuczłonowy, przegubowy, w pełni niskopodłogowy trolejbus z karoserią autobusu miejskiego Iveco Urbanway 18M.

## Historia
Typ 35Tr wywodzi się od trolejbusu Škoda 25Tr Irisbus, który był wytwarzany w latech 2004–2014 przy współpracy Irisbusa i Škody a którego karoseria pochodziła od autobusów Irisbus Citybus 18M i Irisbus Citelis 18M. Prototyp trolejbusu 35Tr zbudowano na początku 2018 r. i jeszcze w lutym tego samego roku po raz pierwszy pojawił się na ulicach Pilzna na jazdach próbnych. W czerwcu 2018 roku trolejbus został odebrany przez producenta, który w najbliższych tygodniach przebudował go na pierwszy trolejbus typu Iveco Crealis. Zachowano wyposażenie elektryczne, największą zmianą (oprócz malowania) był montaż nowej przedniej ściany. We wrześniu 2018 roku trolejbus został wystawiony na targach IAA 2018 w Hanowerze. Prototyp trolejbusu Iveco Crealis jest wykorzystywany przez producenta w celach demonstracyjnych.
W czerwcu 2018 r. firma Dopravní společnost Zlín-Otrokovice (DSZO) zamówiła jeden trolejbus 35Tr z pomocniczymi akumulatorami, który miał zostać dostarczony do połowy 2019 r. Zamówienie jednak opóźniło się i dopiero w pierwszej połowie lutego 2020 r. zamówiony trolejbus odbył jazdę próbną w Pilźnie. Krótko potem dostarczono go DSZO, a w drugiej połowie marca 2020 r. rozpoczął jazdę próbną z pasażerami w Zlínie.

## Dostawy
| Państwo        | Miasto            | Lata dostaw    | Liczba | Numery taborowe | Uwagi                        |       |
| -------------- | ----------------- | -------------- | ------ | --------------- | ---------------------------- | ----- |
| Czechy         | Škoda Electric    | 2018           | 1      | –               | prototyp                     | [ 1 ] |
| Czechy         | Zlín – Otrokovice | 2020           | 1      | 414             | 2. prototyp, z akumulatorami | [ 7 ] |
| Łączna liczba: | Łączna liczba:    | Łączna liczba: | 2      |                 |                              |       |